# Et toi, t'es sur qui ?
Pour plus de détails, voir Fiche technique et Distribution.
Et toi, t'es sur qui ? est un film français réalisé par Lola Doillon, sorti en 2007.

## Synopsis
Élodie et Julie, deux ados de 15 ans, décident de coucher pour la première fois avec des garçons et ce avant les vacances qui arrivent dans une semaine.

## Fiche technique
- Titre : Et toi t'es sur qui ?
- Réalisation : Lola Doillon
- Scénario : Lola Doillon
- Production : Saga Blanchard
- Musique : Fixi Bossard
- Photographie : Romain Lacourbas
- Montage : Enrica Gattolini
- Costumes : Céline Collobert
- Pays d'origine :  France
- Format : couleur
- Genre : romance
- Durée : 82 minutes
- Date de sortie : 2007

## Distribution
- Lucie Desclozeaux : Élodie
- Christa Theret : Julie dite Batman
- Gaël Tavares : Vincent
- Nicolas Schweri : Nicolas
- Shomron Haddad : Alex
- Eloïse Etrillard : Marion
- Vincent Romoeuf : Kevin
- Jules Borie : Julien
- Tristan Alcuna : Maxime
- Valentin Dahmoune : Romain
- Jackie Bosveuil : Jean-Pierre Vascout